# Hüsamettindere, Mudurnu
Hüsamettindere là một xã thuộc huyện Mudurnu, tỉnh Bolu, Thổ Nhĩ Kỳ. Dân số thời điểm năm 2010 là 196 người.